# Adolfo Atienza
Adolfo Atienza Landeta (Madrid, España, 1 de diciembre de 1927-Madrid, España, 9 de julio de 2008) fue un futbolista español, hermano de Ángel Atienza, varias veces campeón de Europa con el Real Madrid. 

## Trayectoria
- 1948-53 Celta de Vigo
- 1953-55 Real Madrid
- 1955-57 U. D. Las Palmas
- 1957-58 Real Jaén
- 1958-60 Celta de Vigo
- 1960-61 Ponferradina

## Palmarés
- 2 Ligas Españolas con el Real Madrid en los años 1954 y 1955.
- 1 Copa Latina con el Real Madrid en el año 1955.